# 安藤定治
安藤 定治（あんどう さだはる）は、戦国時代から安土桃山時代にかけての武将。

## 生涯

### 斎藤家臣時代
美濃斎藤氏の有力家臣であった西美濃三人衆の一人、安藤守就の長男として誕生。諸系図などでは「尚就」とされるが現存している書状の名義は全て「平左衛門尉定治」となっている。また、父同様に伊賀姓を名乗る事も多く、『信長公記』などは「伊賀平左衛門尉」として掲載されている。
永禄9年（1566年）、日根野弘就・竹腰尚光・氏家直元と四人の連署で甲斐武田氏へと織田信長の近況を報じた書状が初出。従来では定治を除く三人に守就を加えた四人の連署が慣例であったがこの時は何らかの理由で父の代理で文書の発給人に名を連ねたを思われる。
永禄10年（1567年）、守就の内応に従って斎藤家を離反し織田信長に鞍替えした。

### 織田家臣時代
織田時代の所領は美濃国の河渡城であったといわれる。織田家時代の働きに関しては池田文庫本の信長記に詳しく、 守就（伊賀伊賀守名義）と共に永禄12年（1569年）の大河内城の戦いから天正7年（1579年）の有岡城の戦いまで多くの戦いに名を連ねているが、信長公記では定治の名が登場するのは元亀2年（1571年）の第一次長島一向一揆攻めと天正6年12月の有岡城攻め、天正7年（1579年）の伊丹表の定番の名簿の三度きりである。また、池田本で定治の事績とされていた事が信長公記では守就の事績として紹介されていたりと若干の混乱が見られる。
また某年8月15日付けで、伊藤宗十郎に信長の意向で尾張・美濃の商人司を安堵する旨の書状を発給していたりと織田家中でもそれなりの実権を持った存在である事が窺える。他には天正5年（1577年）の津田宗及茶会にも名前が見られる。

### 追放後
天正8年（1580年）8月、佐久間信盛・信栄親子に続いて甲斐国の武田勝頼と内通したという罪により父・守就を初めとする安藤一族の織田家追放が通達される。内通の真偽に関しては謎であるが一説には武田に通じていたのは定治であったという。
追放後は一族共々美濃武儀郡谷口村に蟄居し稲葉良通預かりとなり、旧領は稲葉家に吸収される形となった。
天正10年（1582年）6月2日、本能寺の変が起こり、信長が家臣の明智光秀により討たれると、定治は父と共に挙兵して稲葉良通の領有していた父の旧領北方城を奪い、再起を試みた。しかし、6月8日には稲葉軍の攻撃の前に破れ父・守就や子・忠四郎共々討ち果たされた。